# Park Place Gallery
Park Place Gallery était une galerie d'art contemporain située à NoHo dans le Lower Manhattan de New York, aux États-Unis,  pendant les années 1960. Park Place Gallery était située au 542 West Broadway, sur ce qui est désormais LaGuardia Place, au nord d'Houston Street. C'est l'une des premières galeries des années 1960 dans cet endroit du Lower Manhattan[réf. souhaitée].
La galerie ouvre en 1963 près de Park Place dans le Lower Manhattan, et déménage en 1965 au 542 West Broadway. Son premier directeur est John Gibson, remplacé ensuite par Paula Cooper.

## La galerie
La galerie exposait des travaux de jeunes artistes encore non établis, avec un accent sur l'art abstrait géométrique, le Shaped canvas, l'Op Art. 
Elle a également accueilli des concerts de compositeurs minimalistes, notamment Steve Reich. Une exécution de Reed Phase, et la première de Piano Phase ont lieu à la Park Place Gallery en mars 1967. C'est au cours d'un concert de Reich à la Park Place Gallery, auquel assiste Philip Glass, que les deux compositeurs reprennent contact et commencent une collaboration musicale.